# Виґода (Александровський повіт)
Виґода (пол. Wygoda) — село в Польщі, у гміні Александрув-Куявський Александровського повіту Куявсько-Поморського воєводства.
Населення — 58 осіб (2011).
У 1975-1998 роках село належало до Влоцлавського воєводства.

## Демографія
Демографічна структура станом на 31 березня 2011 року:
|          | Загалом | Допрацездатний вік | Працездатний вік | Постпрацездатний вік |
| -------- | ------- | ------------------ | ---------------- | -------------------- |
| Чоловіки | 30      | 7                  | 22               | 1                    |
| Жінки    | 28      | 7                  | 17               | 4                    |
| Разом    | 58      | 14                 | 39               | 5                    |